# Amolops panhai
Amolops panhai е вид земноводно от семейство Водни жаби (Ranidae).

## Разпространение
Видът е разпространен в Мианмар и Тайланд.